# Киджи, Сигизмондо
Сиджисмо́ндо (Сигизмондо) Ки́джи (итал. Sigismondo Chigi; 19 августа 1649, Рим, Папская область — 30 апреля 1678, там же) — итальянский кардинал. Великий приор Суверенного Военного Мальтийского ордена в Риме с 30 марта 1658 по 30 апреля 1678. Апостольский легат в Ферраре с 17 апреля 1673 по 10 мая 1676. Кардинал-дьякон с 12 декабря 1667, с титулярной диаконией Санта-Мария-ин-Домника с 9 апреля 1668 по 19 мая 1670. Кардинал-дьякон с титулярной диаконией Сан-Джорджо-ин-Велабро с 19 мая 1670 по 30 апреля 1678.

## Семья
Сын Аугусто Киджи и Франчески ди Пикколомини Триана. Племянник папы Александра VII. Кузен кардинала Флавио Киджи. Двоюродный дед кардинала Флавио II Киджи. Троюродный дед кардинала Флавио III Киджи.

## Образование и ранняя жизнь
Образование получил у своего дяди, кардинала Фабио Киджи.
В ранней молодости вступил в Мальтийский орден. Великий приор ордена в Риме в понтификат папы Александра VII (1655—1667).

## Кардинал
12 декабря 1667 года, на консистории, возведён в кардиналы-дьяконы. 19 мая 1670 года получил красную шляпу и титулярную диаконию Санта-Мария-ин-Домника. Участвовал в конклаве 1669—1670 годов, который избрал папу Климента X. 19 мая 1670 года выбрал титулярную диаконию Сан-Джорджо-ин-Велабро. С 17 апреля 1673 года — папский легат в Ферраре на трёхлетний срок. Участвовал в конклаве 1676 года, который избрал папу Иннокентия XI.
Умер 30 апреля 1678 года в своём дворце на римской площади Колонна. 2 мая 1678 года похоронен в фамильной капелле в церкви Санта-Мария-дель-Пополо.